# Budzisław Kościelny
Budzisław Kościelny ist ein Ort in der Landgemeinde (gmina wiejska) Kleczew in der Woiwodschaft Großpolen im Powiat Koniński, Polen. Der Ort ist zugleich ein Sołectwo (Schulzenamt) der Gmina.
Bis zum Jahr 1870 war Budzisław Kościelny eine eigenständige Gemeinde.
In den Jahren 1975–1998 gehörte Budzisław Kościelny administrativ zur damaligen Woiwodschaft Konin.
Seit 1912 gab es in Budzisław Kościelny einen Bahnhof, der vorwiegend für das Verladen von Zuckerrüben genutzt wurde. Von dort gingen zwei Schmalspurbahnlinien weg:
- Budzisław Kościelny-Marszewo
- Anastazewo-Budzisław Kościelny-Konin

Beide Linien sind inzwischen stillgelegt.